# Agema (leger)
Agema (Oudgrieks: ἄγημα, ágēma) was de garde te paard in het Macedonische leger.
Het was het koninklijke eskadron (ἴλη βασιλική',  ílē basilikḗ), welke bij de uit 15 ilen bestaande ruiterij als zestiende afdeling werd toegevoegd.
Zij maakte de staf van de koning uit, en was samengesteld uit de kloekste zonen van de edelste families, die als pages (παῖδες βασιλικοί, paĩdes basilikoí) aan het hof waren opgevoed. Bij antieke auteurs wordt de naam ook wel van het voetvolk gebezigd.